# Condado de Treviño

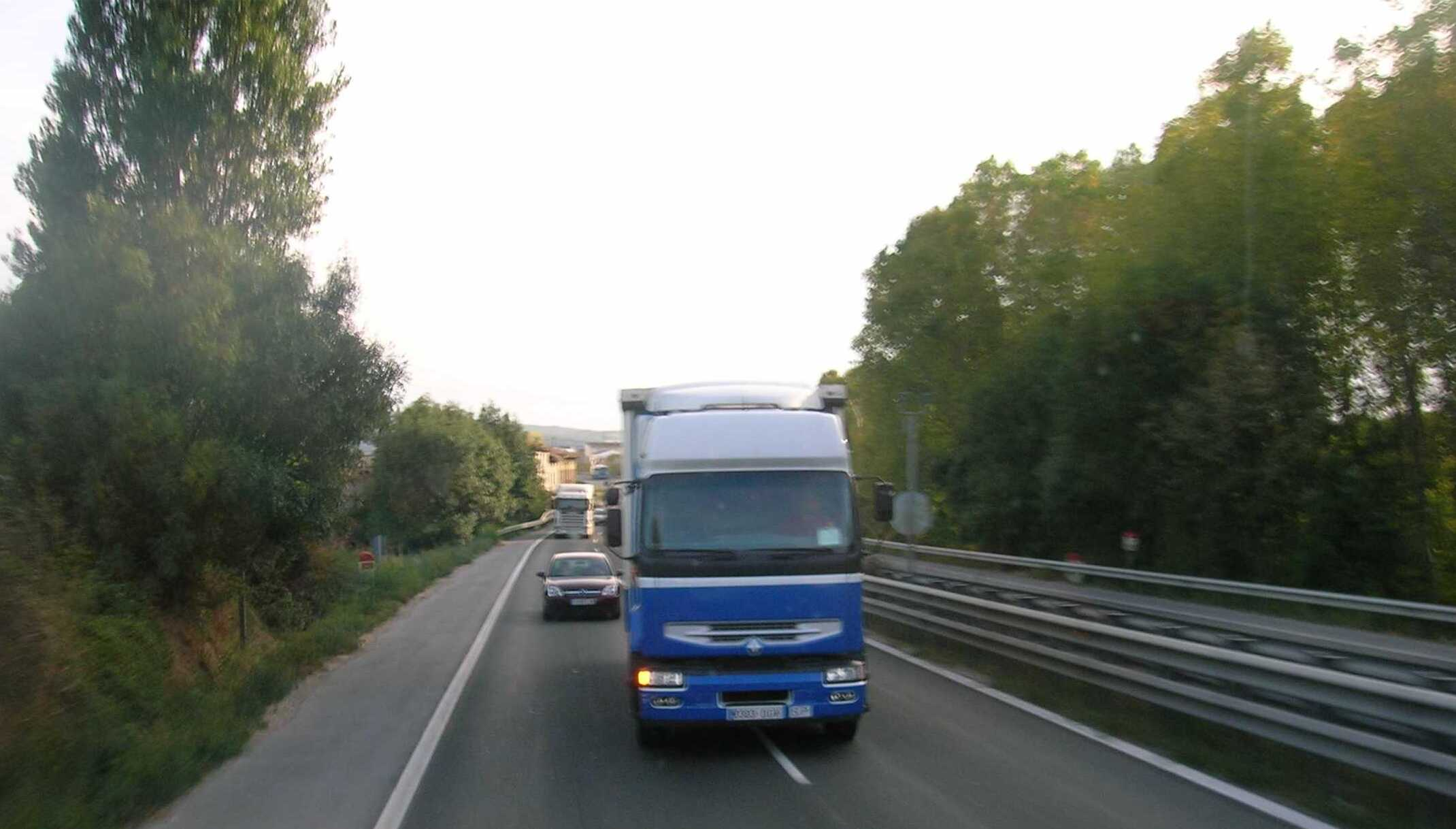
De snelweg N-1 nabij Treviño

Condado de Treviño (Baskisch: Trebiñuko Konderria; letterlijk: Graafschap Treviño) is een gemeente in de Spaanse provincie Burgos in de regio Castilië en León, met als hoofdplaats Treviño (Baskisch: Trebiñu). De gemeente, die geheel omringd wordt door Baskenland, heeft een oppervlakte van 260,71 km². Condado de Treviño telt 1.338 inwoners (1 januari 2016).
De gemeente wordt geheel omringd door de Baskische provincie Álava en is dus een exclave van Burgos en Castilië en León. De hoofdstad van Álava, Vitoria-Gasteiz, is veel dichter bij dan Burgos.

## Geschiedenis
In de 13e eeuw ruilden de koningen van Castilië en Navarra enkele gebieden: Treviño werd door Navarra aan Castilië overgedragen in ruil voor enkele plaatsen in het huidige La Rioja. Sindsdien is Treviño altijd onderdeel van Castilië geweest en behoort het nu tot Castilië en León, een autonome regio binnen Spanje.

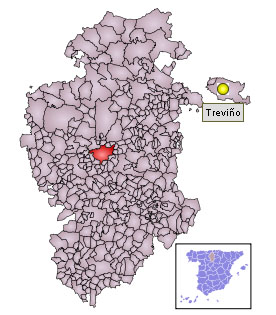
Treviño en de rest van Burgos
Treviño midden in Álava

## Relatie met Baskenland
IJveraars voor een verenigd Baskenland zien Treviño vaak als onderdeel van Baskenland en willen de overdracht van het gebied naar de provincie Álava. De regering van Castilië en León verzet zich hiertegen.
In 1998 werd een referendum georganiseerd over de vraag of de gemeente deel moet uit gaan maken van Baskenland. Twee op de drie inwoners stemden vóór de overgang naar Baskenland, maar de Spaanse regering verklaarde het referendum ongeldig. Treviño heeft ondertussen zijn banden met de Baskische regering versterkt, waardoor onder meer kinderen Baskisch op school krijgen.

## Demografische ontwikkeling
Bron: INE, 1857-2011: volkstellingen
Opm.: In 1857 werden de gemeenten Pariza en Saseta aangehecht; in 1930 werd de gemeente Añastro aangehecht